# Edouard Rolin-Jacquemyns
Edouard Gustave Marie Rolin-Jacquemyns (Gent, 23 januari 1863 - Brussel, 11 juli 1936) was een Belgisch rechtsgeleerde, hoogleraar en politicus.

## Biografie

### Familie
Edouard Rolin-Jacquemyns was een telg uit de familie Rolin. Hij was een zoon van Gustave Rolin, rechtsgeleerde, diplomaat, schepen van Gent, volksvertegenwoordiger en minister van Binnenlandse Zaken, en Emilie Jaequemyns.
Hij trouwde in 1885 in Brussel met Amélie Demeure (1863-1923), dochter van Emmanuel Demeure, raadsheer in het Hof van Cassatie, en kleindochter van François-Philippe de Haussy, advocaat, industrieel, schepen van Fontaine-l'Évêque, senator, minister van Justitie en gouverneur van de Nationale Bank van België. Ze kregen een zoon en vijf dochters:
- Marie-Emilie Rolin-Jacquemyns (1888-1968), trouwde in 1911 in Brussel met Maurice Dewandre (1883-1971), zoon van Franz Dewandre, advocaat en schepen van Charleroi. Ze kregen drie zoons en twee dochters, met afstammelingen tot heden.
- Hélène Rolin-Jacquemyns (1889-1967), trouwde in 1909 in Gomzé-Andoumont met haar neef Hippolyte Rolin (1885-1914), officier, zoon van Albéric Rolin, rechtsgeleerde, hoogleraar aan de Rijksuniversiteit Gent en voorzitter van het Institut de Droit International. Hij sneuvelde in Antwerpen in de eerste dagen van de Eerste Wereldoorlog. Ze kregen drie zoons, met afstammelingen tot heden.
- Emmanuel Rolin-Jacquemyns (1893-1964), burgemeester van Gomzé, trouwde in 1916 in Willesden met Ghislaine Janssens (1896-1979), dochter van baron Marcel Janssens (1871-1955), auditeur-generaal bij het Krijgshof. Ze kregen drie zoons en een dochter, waaronder Robert Rolin-Jacquemyns, industrieel, gemeenteraadslid van Tienen en volksvertegenwoordiger, met afstammelingen tot heden. Ze waren de schoonouders van ridder Georges van Hecke, advocaat, rechtsgeleerde en hoogleraar aan de Katholieke Universiteit Leuven.
- Alix Rolin-Jacquemyns (1897-1982), trouwde in 1920 in Brussel met baron Fernand Muûls (1892-1981), ambassadeur. Ze kregen vier zoons en vijf dochters, waaronder baron Thierry Muûls, ambassadeur, met afstammelingen tot heden.
- Geneviève Rolin-Jacquemyns (1898-1972)
- Cécile Rolin-Jaquemyns (1900-1950)

Bij koninklijk besluit van 12 mei 1912 verkreeg Rolin de toelating Jacquemyns aan zijn familienaam toe te voegen. Op 15 november 1921 verkreeg hij, samen met enkele broers en neven, opname in de adelstand met de bij eerstgeboorte overdraagbare titel van baron.

### Loopbaan
Rolin-Jacquemyns studeerde filosofie en rechten aan de universiteiten van Gent, Parijs en Brussel, promoveerde tot doctor in de rechten en werd hoogleraar.
Van 1890 tot 1904 was hij hoofdredacteur en van 1891 tot 1894 penningmeester van Revue de droit international et de législation comparée. In navolging van zijn vader werd hij voorzitter van het Institut de Droit International. In 1923 zat hij de tweejaarlijkse sessie van het instituut voor, die gehouden werd in Brussel.
In 1928-1930 was Rolin-Jacquemyns lid van het Permanent Hof van Arbitrage in Den Haag. Van 1931 tot aan zijn dood in 1936 was hij rechter bij het Permanent Hof van Internationale Justitie. Verder vervulde hij diverse officiële functies:
- Hij nam deel als secretaris-generaal en gevolmachtigd minister aan de Vredesconferentie van Versailles in 1918-1919. Hij maakte er deel uit van de Commission des responsabilités des auteurs de la guerre en trad er op als algemeen rapporteur.
- Samen met Jules Van den Heuvel was hij namens België ondertekenaar van het Verdrag van Trianon (1920).
- Hij was herhaaldelijk lid van de Belgische delegatie op de bijeenkomsten van de Volkenbond.
- Hij was Hoog commissaris van België in het Rijnland van 1920 tot 1925.
- Als extraparlementair politicus van liberale strekking was hij minister van Binnenlandse Zaken en Volksgezondheid in de kortstondige katholiek-socialistische regering-Poullet-Vandervelde (juni 1925 tot mei 1926).
- Hij was ook lid van de Hoge Raad voor Congo.

### Siam
Als een gevolg van de nauwe betrokkenheid van zijn vader bij de organisatie van het koninkrijk Siam, werd Rolin-Jacquemyns consul-generaal van Siam in België.
In 1899 vertegenwoordigde hij Siam op de Vredesconferentie in Den Haag.

## Publicaties (selectie)
- Note sur le Conférence antiesclavagiste de Bruxelles, 1889.
- Quelques mots encore sur l'Acte général et la Conférence de Bruxelles et la répression de la traite, 1891.
- De la condition juridique internationale des étrangers civils ou militaires, au service des belligérants, algemeen verslag op de Conferentie 1908 in Firenze van de Institut de Droit International.
- L'Escaut et le rejet du Traité Hollando-Belge, 1927.
- L'entretien de l'Escaut suivant les traités, 1928.